# 升c小調
升C小調是從升C音開始的音樂的小調，組成的音有升C、升D、E、升F、升G、A、B 及 升C。和聲小調則爲升C、升D、E、升F、升G、A、升B 及 升C，旋律小調的上行則為升C、升D、E、升F、升G、升A、升B 及 升C，下行與自然小調相同。升C小調是一個有4個升號的調。用這個調寫作的有名曲子就是蕭邦的幻想即興曲。
它的關係調是E大調，並行大調是升C大調。(五度圈)